# Saúde na China
A saúde na República Popular da China é principalmente fornecida por hospitais públicos. Os hospitais públicos prestam serviços para aproximadamente 90% dos pacientes no país. Estes hospitais são maiores do que os privados, também tendo melhores médicos e equipamentos. O governo, por sua vez, regula o preço dos serviços e os salários da equipe dos hospitais públicos. O seguro médico é primariamente fornecido por governos locais. Em 2020, cerca de 95% da população tem cobertura por seguro de saúde.
O seguro médico básico inclui dois sistemas: seguro médico do empregado e seguro médico residente. O primeiro abrange a população urbana empregada e o segundo abrange a população urbana não empregada, bem como a população rural. Um total de 25% das pessoas cobertas pelo seguro médico básico participaram do seguro médico do empregado, um total de 344 milhões de pessoas; 75% participaram do seguro médico dos residentes, um total de 1,017 bilhão de pessoas. A assistência médica já subsidiou 78 milhões de pessoas pobres para participar do seguro médico básico, e a cobertura de pessoas pobres se estabilizou em 99,9%.
O seguro de saúde público cobre apenas cerca de metade dos custos médicos, com proporção menor para doenças graves ou crônicas. Sob a iniciativa "China Saudável 2020", o país empreendeu um esforço para reduzir os custos de saúde, exigindo que o seguro cobrisse 70% dos custos até o final de 2018. Além disso, existem políticas como seguro de doença crítica e assistência médica. O seguro de saúde comercial da China também está proliferando. Em 2020, a renda do seguro de saúde comercial premium do país totalizou 817,3 bilhões de yuans, com uma taxa média de crescimento anual de 20%. A cobertura de seguro maternidade continua a expandir, sendo que até o final de 2020, 235,673 milhões de pessoas estavam seguradas sob seguro maternidade.
O sistema de saúde chinês mantém medicina tradicional chinesa (MTC) e a medicina moderna como dois sistemas médicos paralelos. O governo investe em pesquisa e administração da MTC, mas a mesma é desafiadora por ter poucos profissionais com conhecimento e habilidades, bem como pela crescente conscientização pública sobre métodos modernos ou ocidentais.
As principais cidades têm hospitais especializados em diferentes campos e estão equipados com algumas instalações modernas. Hospitais e clínicas públicas estão disponíveis nas cidades. Sua qualidade varia de acordo com a localização; o melhor tratamento geralmente pode ser encontrado em hospitais públicos de nível municipal, seguidos por clínicas menores de nível distrital. Muitos hospitais públicos nas principais cidades têm as chamadas alas VIP ou gāogàn bìngfáng (em chinês: 高干病房). Estas alas apresentam tecnologia médica razoavelmente atualizada e pessoal qualificado. A maioria delas também fornece serviços médicos a estrangeiros. Estas alas normalmente cobram preços mais altos do que outras instalações hospitalares, mas ainda são mais baratas para os padrões ocidentais.
A China também se tornou um importante mercado para empresas multinacionais de saúde. Empresas como AstraZeneca, GlaxoSmithKline, Eli Lilly e Merck entraram no mercado chinês e experimentaram um crescimento explosivo. A China também se tornou um centro crescente de pesquisa e desenvolvimento em saúde. De acordo com Sam Radwan, parceiro e cofundador da consultoria de gestão ENHANCE Internacional, os despesas com saúde projetados pela China em 2050 podem exceder, por exemplo, todo o produto interno bruto da Alemanha em 2020.
Além dos cuidados modernos, a MTC também é amplamente utilizada, e existem hospitais de medicina chinesa e instalações de tratamento localizadas em todo o país. Cuidados dentários, cirurgias estéticas e outros serviços relacionados à saúde nos padrões ocidentais estão amplamente disponíveis em áreas urbanas, embora os custos variem. Historicamente, nas áreas rurais, a maioria cuidados de saúde estava disponível em clínicas que prestavam cuidados rudimentares, com equipe médica mal treinada e pouco equipamento ou medicamentos, embora certas áreas rurais tivessem cuidados médicos de qualidade muito maior do que outras. No entanto, a qualidade dos serviços de saúde rurais melhorou drasticamente desde 2009. Em uma tendência crescente, os cuidados de saúde para residentes de áreas rurais incapazes de viajar longas distâncias para chegar a um hospital urbano são fornecidos por médicos de família que viajam para as casas dos pacientes, o que é coberto pelo governo.
A reforma do sistema de saúde em áreas urbanas da China provocou preocupações sobre a demanda e o uso de Centros de Serviços Comunitários de Saúde; um estudo de 2012, no entanto, descobriu que os pacientes segurados são menos propensos a usar clínicas privadas e mais propensos a usar os centros.
Um estudo transversal feito entre 2003 e 2011 mostrou aumentos notáveis na cobertura de seguro de saúde e no reembolso de internação acompanhados de aumento no uso e cobertura. Os aumentos na utilização dos serviços ocorreram particularmente nas zonas rurais e nos hospitais. Grandes avanços foram feitos para alcançar a igualdade de acesso à cobertura de seguro, reembolso de internação e serviços básicos de saúde, principalmente para o parto hospitalar e uso de atendimento ambulatorial e hospitalar.
Um relatório de 2016 do Grupo Banco Mundial, da Organização Mundial da Saúde, do Ministério das Finanças, da Comissão Nacional de Saúde e Planejamento Familiar, e do Ministério dos Recursos Humanos e Segurança Social da China recomendou reformas de cuidados de saúde para reduzir despesas com saúde na China, afastando-se de um modelo centrado no hospital para um sistema que se concentra mais na atenção primária, igualdade de serviços de saúde e serviços de saúde econômicos. O relatório descobriu que a maior ameaça à saúde da população chinesa são doenças não transmissíveis, as quais substituíram as doenças infecciosas como ameaça mais comum. A ameaça de doenças não transmissíveis é agravada por comportamentos como estilos de vida sedentários, alto consumo de álcool e tabagismo, além da poluição do ar. O relatório sugere que, sem reformas nos cuidados de saúde, as despesas com saúde aumentarão para 9% do PIB da China até 2035, o que representa um aumento em relação aos 5,6% do PIB da China em 2014.
Com a urbanização substancial, a atenção aos cuidados de saúde mudou. A urbanização oferece oportunidades para melhorias na saúde da população (como acesso a melhores cuidados e infraestrutura básica) e redução de riscos à saúde, incluindo poluição do ar, riscos ocupacionais, de tráfego ou relacionados a mudanças de dieta e atividades. As infecções transmissíveis também devem ser focadas novamente.
Desde 2022, a inscrição no sistema de saúde nacional da China é quase universal. Mas no mesmo ano, havia 1,34 bilhões de pessoas inscritas no seguro básico de saúde subsidiado pelo Estado, o que foi 17 milhões de pessoas a menos em comparação com 2021. A queda pode ser atribuída ao aumento constante dos modelos premium, menos benefícios ofertados pelo serviço estatal em relação ao privado, aumento dos co-pagamentos e outras políticas.
A Administração Nacional de Segurança da Saúde publicou em 2024 um relatório estatístico sobre o desenvolvimento da indústria de seguros médicos do país, que informou que a China tinha 198.000 instituições médicas, 352.400 farmácias e 550.000 instituições médicas e de medicamentos na rede nacional de seguros médicos. O relatório estatístico também observou que, em 2023, a aquisição centralizada de medicamentos em massa reduziu as despesas médicas para 80 medicamentos e uma redução média de 57% nos preços.
Quanto às regiões administrativas especiais, Hong Kong e Macau têm seus próprios sistemas de saúde separados.